# Київський центральний автовокзал
Центральний автовокзал «Київ» — головний автовокзал Києва, перебуває в управлінні компанії «Укрпас». Розташований на Деміївській площі, 3, в історичній місцевості Деміївка.
Розрахований на обслуговування 50 маршрутів, щоденне відправлення близько 600 автобусів (приблизно 7 тисяч пасажирів). В інтер'єрах автовокзалу — художні мозаїчні керамічні панно (художники В. В. Мельниченко, А. Ф. Рибачук).
Поруч з автовокзалом розташована станція метро   «Деміївська».
Керівник компанії — Міщенко Олег Леонідович.

## Історія

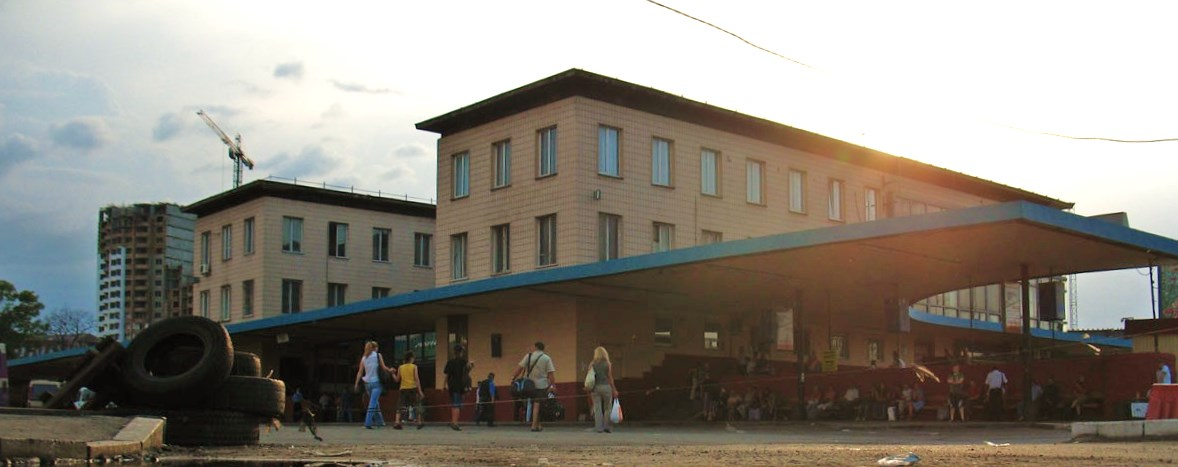
Платформи автовокзалу

Центральний автовокзал був збудований в 1957—1961 роках за проєктом архітекторів Авраама Мілецького, І. Н. Мельника і Едуарда Більського. На початку 70-х навколо автовокзалу було побудовано автомобільну розв'язку.
У 2001 поруч із автовокзалом було відкрито заклад швидкого харчування McDonald's. У 2008—2010 перед станцією побудовано естакаду і відкрито станцію метро.
Будівлю було вперше реконструйовано у 2015 році, інтер'єр було оновлено, а ззовні станцію було обшито склом та вентфасадом. Наступна реконструкція відбулася у 2021 році, всередині було відреставровано мозаїку за ініціативи Фонду збереження культурної спадщини Ади Рибачук та Володимира Мельніченка, а фасад перероблено, в приміщенні автовокзалу відкрито готель. Також було знесено одноповерхову будівлю McDonald's і замість неї збудовано двоповерхову.

## Оздоблення автовокзалу
Інтер'єр автовокзалу прикрашають близько десяти панно авторства українських художників Ади Рибачук і Володимира Мельниченка.